# Solar Sister
Solar Sister – społeczne przedsiębiorstwo działające w trzech afrykańskich krajach zajmujące się eliminowaniem ubóstwa energetycznego poprzez wspieranie przedsiębiorczości kobiet z terenów wiejskich w rozwoju energetyki odnawialnej, budując sieci sprzedaży bezpośredniej, do której dziś należy 520 (marzec 2014) przedsiębiorczyń.